# Danmark ved sommer-PL 2008
Danmark deltog med 39 atleter i 10 sportsgrene ved sommer-PL 2008 i Beijing 6. til 17. september.

## Medaljer
| Medalje | Navn | Sportsgren | Disciplin           |
| ------- | --- | ---------- | ------------------- |
| Guld    | Jackie Christiansen                                                                                           | Atletik    | Kuglestød           |
| Guld    | Peter Rosenmeier                                                                                              | Bordtennis | Individuel Klasse 6 |
| Guld    | Karina Lauridsen                                                                                              | Svømning   | 150 m medley        |
| Sølv    | Annika Lykke Dalskov                                                                                          | Hestesport | Dressur             |
| Sølv    | Jackie Christiansen                                                                                           | Atletik    | Diskoskast          |
| Bronze  | Caroline Cecilie Nielsen                                                                                      | Hestesport | Dressur             |
| Bronze  | Karina Lauridsen                                                                                              | Svømning   | 50 m rygcrawl       |
| Bronze  | Annika Lykke Dalskov                                                                                          | Hestesport | Kür                 |
| Bronze  | Karina Jørgensen Maria Larsen Mette Præstegaard Nissen Kamilla Bradt Ryding Ninna Marie Thomsen Lykke Vedsted | Goalball   | Goalball, damer     |

## Atletik
Foregik i Fuglereden (Beijing Nationalstadion).
- Mikael Krarup Andersen
  - nr. 4 i 1500 m løb på 4:13,90 min.
- Ebbe Blichfeldt – Kørestolsrace.
  - nr. 8 i 5000 m på 10:57,56 min.
  - nr. 7 i 1500 m på 3:21,16 min.
  - nr. 28 i maraton (42,195 km) på 1:35:14 time.
- Jackie Tony Christiansen
  - nr. 1 i kuglestød med 17,89 m .
  - nr. 2 i diskoskast med 53,69 m .

## Bordtennis
Foregik i Beijing Universitets idrætshal.

Bordtennisholdet blev sendt hjem af Polen i ottendedelsfinalen.
- Lars Juul Hansen – Single
  - nr. 4 og blev sendt hjem af koreaneren Kyung-Mook Kim.
- Michal Spicker Jensen – Hold og Single
  - sendt hjem i 3. runde af svenskeren Simon Itkonen.
- Peter Grud Rosenmeier – Hold og Single
  - nr. 1 i klasse 6 .

## Cykling
Foregik ved Shisanling-reservoiret ved Minggravene 50 kilometer nord for Beijing (OL-2008's triatlonbane).
- Marianne Maibøll – Landevejsløb (håndcyklist)
  - nr. 11 i 12,7 km enkeltstart på 32:27,95 min.
  - nr. 10 i 36,3 km linjeløb på 1:34:58,18 time.
- Dennis Harløv Madsen – Landevejsløb Blind & Visually Impaired. (tandemcyklist)
  - nr. 19 i 24,8 km enkeltstart på 37:24,10 min.
  - nr. 14 i 96,8 km linjeløb på 2:29:21 timer.
- Ryan Sørensen – Landevejsløb. (seende tandempilot for Dennis Harløv Madsen)

## Goalball
Foregik i Beijings Tekniske Universitets idrætshal.
Damelandsholdet
nr. 3 i Beijing 2008 
- Karina Jørgensen
- Maria Larsen
- Mette Præstegaard Nissen
- Kamilla Bradt Ryding
- Ninna Marie Thomsen
- Lykke Vedsted

Herrelandsholdet
blev sendt hjem af Sverige i kvartfinalen
- Mads Brix Baulund
- Jonas Elkjær
- Kenneth Hansen
- Ricky Nielsen
- Martin Enggaard Pedersen
- Peter Weichel

## Kørestolstennis
Foregik i Beijings Tennisstadion.
- Kenneth Mortensen – sendt hjem af M. Upali Rajakaruna fra Sri Lanka i 1. runde med 1-6, 1-6.

## Ridning
Foregik på Hong Kong Olympic Equestrian Venue.
- Annika Dalskov
  - nr. 3 i grade III holddressur med Alfarvad April Z
  - nr. 2 i mesterskabsklasse med samme hest 
  - nr. 3 i kür med samme hest .
- Line Thorning Jørgensen
  - nr. 6 i grade IV holddressur med Colani-Star
  - nr. 9 i mesterskabsklasse med samme hest.
  - nr. 8 i kür med samme hest.
- Caroline Cecilie Nielsen
  - nr. 3 i mesterskabsklasse med Rostorn's Hatim-T .
  - nr. 9 i kür med samme hest.
- Henrik Sibbesen
  - nr. 11 i grade IV holddressur med Lock Fight

## Roning
Foregik på Shunyi olympiske ro- og kajakstadion lidt uden for Beijing.
Firer med styrmand (Mixed Coxed Four) sluttede som nr. 11 med 3:59,73 min. på 1.000 meter.
- Lin Gjerding – styrmand
- Kenneth Kronborg – roer
- Anders Bjarnø Olsen – roer
- Margit Pedersen – roer
- Lene Skov van der Keur – roer

## Sejlsport
Foregik ud for Qingdao (Tsingtao) i Shandongprovinsen.
- Jens Als Andersen – 2.4 mR – nr. 6 efter ti sejladser med 39 points.

## Skydning
Foregik i Beijings indendørs skydebane.

SH1 (Skytter med normal styrke og funktion i arme og hænder, men skyder evt. fra kørestol)
- Kazimier Mechula
  - 10 m liggende luftriffel – nr. 17 med 598 ud af 600 point.
  - 10 m 'stående' luftriffel – nr. 21 med 574 ud af 600 point.

SH2 (Skytter med nedsat styrke og /eller funktion i arme og hænder. Riflens vægt støttes af et stativ)
- Johnny Kofoed Andersen
  - 10 m stående luftriffel – nr. 14 med 595 ud af 600 point.
  - 10 m luftriffel hold – nr. 7 med 599 ud af 600 point.
- Lone Overbye
  - 10 m stående luftriffel – nr. 20 med 588 ud af 600 point.
  - 10 m luftriffel hold – nr. 5 med 597 ud af 600 point.

## Svømning
Foregik i Beijings nationale svømmecenter (Water Cube).
SB11 – brystsvømning, synshandicap
- Christian Bundgaard
  - nr. 4 i 100 m brystsvømning på 1:16,38 min.

S4/S5/S6/S9 – fri, rygcrawl og butterfly, fysisk handicap
- Karina Lauridsen
  - nr. 3 i 50 m rygcrawl på 45,72 sek. 
  - nr. 5 i 100 m rygcrawl på 1:34,41 min.
  - nr. 1 i 150 m medley på 2:47,84 min.  verdensrekord
  - nr. 7 i 50 m fri på 44,69 sek.
- Cecilie Kristiansen
  - nr. 6 i 100 m fri på 2:22,42 min.
  - nr. 7 i 50 m fri på 1:04,48 min.
- Christian Thomsen
  - nr. 19 i 100 m fri på 59,99 sek.
  - nr. 16 i 50 m fri på 27,50 sek.